# Coffins Grove Township (Iowa)
Coffins Grove Township est un township, du comté de Delaware en Iowa, aux États-Unis,.
Le township Coffins Grove, appelé initialement Coffin's Grove, avec l'apostrophe, est organisé en 1855. Il est baptisé en référence à Clement Coffin, un pionnier.

## Source de la traduction
- (en) Cet article est partiellement ou en totalité issu de l’article de Wikipédia en anglais intitulé « Coffins Grove Township, Delaware County, Iowa » (voir la liste des auteurs).